# Ircsik Vilmos
Ircsik Vilmos (születési nevén Klein Vilmos, Városlőd, 1944. október 7. –) író, műfordító, esszéista, publicista.

## Életpályája
Eötvös-kollégistaként az ELTE Bölcsészettudományi Karán szerzett magyar–orosz–német szakos középiskolai tanári diplomát. Rövid ideig újságíró, majd középiskolai tanár. Az 1990-es években a veszprémi Új Horizont munkatársa, később olvasószerkesztője.
2010-től 2015-ig a Nagyvilág német és orosz rovatának vezetője. Írásait rendszeresen közölte, illetve közli többek között az Új Horizont, a Nagyvilág, a 2000, a Magyar Napló, a Hitel, a Napút, a Somogy.
Veszprémben él. Felesége, Baráth Mária mikró- és makroökonómiát oktatott a Pannon Egyetemen. Három gyermeke közül szak- és filmfordító lánya Budapesten, szakfordító fia Balatonalmádiban, közgazdász fia Glasgow-ban lakik és dolgozik.

## Tagsága
Magyar Írószövetség

## Szépprózai művei
- Jaj, akinek nincs otthona, dokumentumregény, Kollázs Kiadó, Veszprém, 1997[2]
- Akit elvitt a kék expresszvonat, ifjúsági elbeszélések, Kollázs Kiadó, Veszprém, 1998
- Jaj, akinek nincs otthona, Magyar Napló Kiadó, Budapest, 1999, második kiadás
- A lélek határai, összegyűjtött versfordítások és költői életrajzok a 20. századi amerikai, angol, német orosz és osztrák lírából, Kollázs Kiadó, Veszprém, 2000
- Negyven év némaság, regény, Írott Szó Alapítvány, Magyar Napló Kiadó, Budapest, 2005
- Augusztus hava, regény, Magyar Napló Kiadó, Budapest, 2006
- Kelj fel, és járj, regény, Irodalmi Jelen Kiadó, Arad, 2007
- Kertek és kerítések, összegyűjtött novellák és elbeszélések, Magyar Napló Kiadó, Budapest, 2014
- Sétálóidőn. Új novellák és elbeszélések, 2014–2018; Magyar Napló, Budapest, 2020
- A csodás csipkebokor. Meseregény; Magyar Napló–Fokusz Egyesület, Budapest, 2023

### Szépirodalmi antológiák
- Az év novellái, Magyar Napló Kiadó, Budapest, 2006
- Az év novellái, Magyar Napló Kiadó, Budapest, 2007
- Az év novellái, Magyar Napló Kiadó, Budapest, 2011
- Az év novellái, Magyar Napló Kiadó, Budapest, 2015
- Az év novellái, Magyar Napló Kiadó, Budapest, 2016
- Az év novellái, Magyar Napló Kiadó, Budapest, 2017
- Hazatérés, Zrínyi Kiadó, Budapest, 2007
- Hagyaték, Zrínyi Kiadó, Budapest, 2010
- Emlékpajzs Szigetvárnak, Magyar Napló Kiadó, Budapest, 2016
- A századelő novellái, Magyar Napló Kiadó, Fókusz Egyesület, Budapest, 2017

### Esszé
- Bűnök és bűnhődések, elemzések, esszék, tanulmányok a magyar német, orosz és osztrák irodalomból, Magyar Napló Kiadó, Budapest, 2016[3]

### Esszéantológiák
- Tokaj a világirodalomban, Felsőmagyarország Kiadó, Miskolc, 2000
- „Magyarság és Európa” Németh László irodalmi vitái – Bíbor Kiadó, Miskolc, 2002
- „mint egy mély folyóban…” Oláh János 70. születésnapjára, Széphalom Könyvműhely, Budapest, 2012
- „…minden mindenre vágyik…” Mezey Katalin 70. születésnapjára Magyar Napló Kiadó, Budapest, 2012
- Újrealizmus és modern népiség a mai magyar irodalomban, Magyar Napló Kiadó, Budapest, 2015

### Fontosabb műfordításkötetek
- Jurij Markovics Nagibin: A vén teknős, elbeszélések, Móra Kiadó, Budapest, 1977
- Vlagyimir Tyendrjakov: Hitetlenek, regény, Móra Könyvkiadó – Kárpáti Kiadó, Budapest–Ungvár, 1978
- A. K. Tolsztoj: Ezüstherceg, történelmi regény, Móra Kiadó, Budapest, 1980
- M. SZ. Kolesznyikov: Tara istennő mosolya, történelmi regény, Móra Kiadó – Kárpáti Kiadó, Budapest–Ungvár, 1980
- Vaszilij Belov: Mindenféle állatokról, novellák, Móra Kiadó, Budapest, 1981
- Milica Matje: A művészinas, történelmi regény, Móra Kiadó – Kárpáti Kiadó, Budapest–Ungvár, 1983
- Vlagyimir Szolouhin: A csontnyelű kiskés, novellák, Móra Kiadó – Kárpáti Kiadó, Budapest–Ungvár, 1985
- Makszud Ibragimbekov: Hadd maradjon velünk! kisregények, Móra Kiadó – Raduga Kiadó, Budapest–Moszkva, 1987
- Venyamin Kaverin: A repülő fiú, meseregények, Móra Kiadó – Kárpáti Kiadó, Budapest–Ungvár, 1987
- Uwe Johnson: Hogyan halt meg Jakob, regény, Új Horizont Kiadó, Veszprém, 2001
- Heiner Müller összes versei, Magyar Napló Kiadó, Budapest, 2010

### Fontosabb műfordítói antológiák
- Színkép, új nemzedékek műfordításaiból Kozmosz Könyvek, Budapest, 1984
- A forradalom bíbora, szovjet-orosz költők antológiája, Kozmosz Könyvek, Budapest, a világirodalom gyöngyszemei sorozat, 1987
- Az év műfordításai, Magyar Napló Kiadó, Budapest, 2006
- Az év műfordításai, Magyar Napló Kiadó, Budapest, 2008
- Az év műfordításai, Magyar Napló Kiadó, Budapest, 2009

## Díjak[4]
- A Szovjet Irodalom versfordítói pályázatának díja, 1977
- Az Ady Társaság prózapályázatának díja, 1991
- Magyar Napló-nagydíj, 1998
- A HM és a Magyar Írószövetség prózapályázatának nívódíja, 2003
- A HM és a Magyar Írószövetség prózapályázatának nívódíja, 2004
- A HM és a Magyar Írószövetség prózapályázatának különdíja, 2005
- Szabó Zoltán-díj, 2006
- Az Irodalmi Jelen regénypályázatának különdíja, 2006
- A HM és a Magyar Írószövetség prózapályázatának nagydíja, 2007
- A HM és a Magyar Írószövetség prózapályázatának nívódíja, 2009
- A HM és a Magyar Írószövetség prózapályázatának nagydíja, 2011
- Második díj a Zrínyi Emlékbizottság 1566 és a Magyar Írószövetség közös novellapályázatán.

## Sajtó
- Lator László: Ircsik Vilmos Paszternak-fordításairól, Műfordítás, a Magyar Írók Szövetsége kiadása Budapest, 1976/1.
- Rigó Béla: Ircsik Vilmos Paszternak-fordításairól, uo.
- Tölgyesi József: Rekviem és mementó a kiűzetésről, Novum 1998/1.
- Peter Krein: Muttersprache in der Schule zu lernen sei tragikomisch, Neue Zeit 1998/16 Koloman Brenner: Über die menschlichen Aspekte von Vertreibung und Zusammenleben, Neue Zeit 1998/16.
- Botár Attila: Voltaire és a pannon barlangrendszer. Új Horizont 1998/3
- Kellei György: Elvesztett hazák és hajlékok (Párhuzamos sorsok Ircsik Vilmos Jaj, akinek nincs otthona című könyvében) Árgus 1999/1.
- Toót H. Zsolt: Szövegalkotó mentőakciók, Napút 1999/3, Prózaporond Masszi Kiadó, Budapest, 2000
- Ircsik Vilmos: Jaj, akinek nincs otthona, Fordulópont 2002/4.
- N. Pál József: Ti mind, akik általmentek az úton – Ircsik Vilmos: Jaj, akinek nincs otthona, Új Horizont 2000/5.
- Korzenszky Richárd: Ircsik Vilmos A lélek határai című versfordítás-kötetéről, Napló 2000. október 7.
- Barna T. Attila: A történelem ingajáratában – Ircsik Vilmos vallomása a kettős identitásról, Magyar Nemzet 2001. január 20.
- Fenyvesi Ottó: Szabálytalan portré Ircsik Vilmos író-műfordítóról, Népszabadság 2002. július 15.
- Propszt Eszter: Der Europäer – in: Zur interdiskursiven Konstruktion ungarndeutscher Identität in der ungarndeutschen Gegenwartsliteratur p. 175-178, Königshausen und Neumann Verlag Würzburg, 2007
- Jahoda Sándor: Körülkerített létezés. Ircsik Vilmos Kertek és kerítések című novelláskötetéről, Magyar Napló 2015/8.
- Demeter József: Kertelések nélkül Agria 2015/3.
- Arany Zsuzsanna: A kántorok kora lejárt, Ircsik Vilmos Kertek és kerítések című novelláskötetéről, Hitel 2016/5.

## Interjúk
- Kossuth Rádió, 2000. március 11. – Kósa Judit
- Petőfi Rádió, 2000. június 10. – Tönkő Veronika
- Katolikus Rádió, 2006. október 13. – Lázár Fruzsina
- Mária Rádió, 2014. június 23. – Hegedűs Hajnalka
- Zsille Gábor: Megkülönböztetni az ízletest a hitványtól – Beszélgetés Ircsik Vilmos íróval, műfordítóval, Magyar Napló, 2016/5
- Veszprém Televízió Kilátó Kulturális Magazin 2016. október 27. – Gopcsa Katalin